# ネオプラス
有限会社ネオプラスは、神奈川県横須賀市に本社を置き、Web事業と映像事業を行っている日本の企業。

## Web事業
- Webサイトの運営と運営代行。
- 広告代理の業務。
- アプリケーションサービスプロバイダのコンテンツ提供。

以下のプロレス団体の公式サイトを運営している。
- アイスリボン
- NEO女子プロレス
- 19時女子プロレス
- 大日本プロレス
- プロレスリングFREEDOMS
- ガッツワールドプロレスリング

以下のプロレス団体の公式モバイルサイトを運営している。
- 格闘探偵団バトラーツ

## 映像事業
以下のプロレス団体の興行を収録したDVDを制作している。
- アイスリボン
- JWP女子プロレス
- NEO女子プロレス
- REINA女子プロレス
- 大日本プロレス
- アパッチプロレス軍
- プロレスリングFREEDOMS
- 格闘探偵団バトラーツ
- ガッツワールドプロレスリング
- ASUKA PROJECT
- 暗黒プロレス組織666

以下の番組の制作と放映している。
- マッスルビーナス（TVS）
- レッスルアリーナ（TVS）
- 19時女子プロレス（USTREAM）
- 大日大戦（tvk、TVS、FIGHTING TV サムライ）

以下の映画を製作している。
- スリーカウント
- CRAZY-ISM クレイジズム

## ネオプラス アイスリボン事業部
2009年1月、アイスリボンが道場を開設による新体制移行により発足。事業部長に佐藤肇が就任。アイスリボン並びにネオプラス アイスリボン事業部の事務所が入っているレッスル武闘館の運営を行っている。
2011年8月26日、ネオプラスが行ってきた19時女子プロレスの運営も委譲されている。

## 劇団アイスリボン
2012年、それまで一部映像作品の制作で手を組んでいたFAITHentertainmentと再びタッグを組んで旗揚げすることを発表。7月、研修を始め12月13日から15日にかけて植田朝日が率いる劇団コラソンと合同公演としてプレ旗揚げ公演を開催。

## hotシュシュ
2023年1月25日、千春がhotシュシュを設立。千春が代表、田村欣子とタニー・マウスがスーパーバイザーに就任。